# 阿普拉港

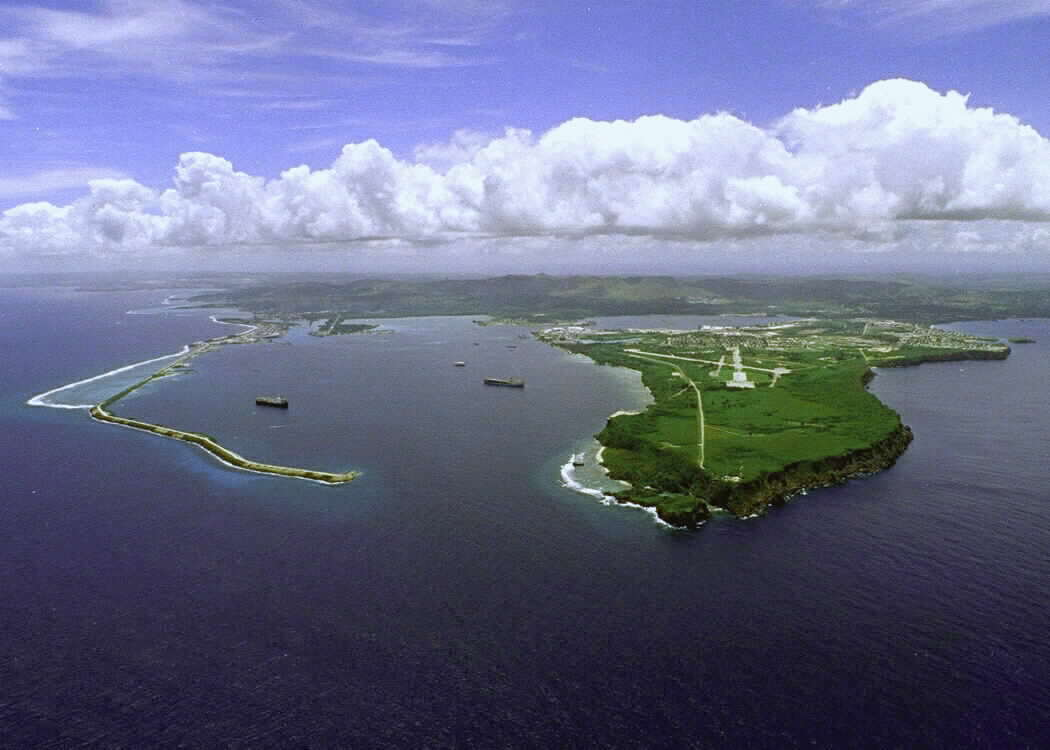
Aerial view of Apra Harbor

阿普拉港是美国属地关岛西部的一个深水港。它作为美国海军基地，也作为商业港口。
港口的南端为美国关岛海军基地的所在地。北端为商业港口。